# Sebastian Skube
Sebastian Skube, född 3 april 1987, är en slovensk handbollsspelare. Han är högerhänt och spelar som mittnia. Han är äldre bror till handbollsspelaren Staš Skube.